# Manuel Cardoso (wielrenner)
Manuel Antonio Leal Cardoso (Paços de Ferreira, 7 april 1983) is een Portugees wielrenner.
Cardoso is beroepsrenner sinds 2005. In 2009 en in 2012 werd hij nationaal kampioen op de weg.

## Belangrijkste overwinningen
2006
2e etappe Ronde van Portugal
2007
Prémio de Abertura
Troféu Sergio Paulinho
Clássica da Primavera
4e en 5e etappe Ronde van Extremadura
2e en 5e etappe GP Abimot
3e etappe GP Gondomar
2008
1e en 4e etappe Volta ao Distrito de Santarém
Troféu Sergio Paulinho
2e en 5e etappe Ronde van Alentejo
3e etappe Ronde van Madrid
1e, 2e en 3e etappe GP Credito Agricola
2009
1e etappe Omloop van Lotharingen
1e etappe GP CTT Correios de Portugal
5e etappe Ronde van Gabon
 Portugees kampioen op de weg, Elite
1e etappe Ronde van Portugal
2010
3e etappe Tour Down Under
2011
4e etappe Ronde van Catalonië
2012
1e etappe Ronde van Castilië en León
 Portugees kampioen op de weg, Elite
2013
5e etappe en puntenklassement Ronde van Portugal
2014
3e etappe Ronde van Alentejo
1e, 7e, 8e en 9e etappe en puntenklassement Ronde van Marokko
10e etappe Ronde van Portugal
2015
2e etappe Ronde van Alentejo

## Resultaten in voornaamste wedstrijden
| Jaar | Ronde van Italië | Ronde van Frankrijk | Ronde van Spanje |
| ---- | ---------------- | ------------------- | ---------------- |
| 2010 |                  | opgave              | 126e             |
| 2011 | buiten tijd      |                     |                  |
| 2012 |                  |                     | 160e             |

| Jaar | Milaan-San Remo | Ronde van Vlaanderen | Amstel Gold Race | Cyclassics Hamburg |  | WK op de weg |  | Wereldranglijsten |
| ---- | --------------- | -------------------- | ---------------- | ------------------ |  | ------------ |  | ----------------- |
| 2010 |                 | opgave               | 113e             | 26e                |  | opgave       |  | 148e (UWK)        |
| 2011 | opgave          | opgave               |                  | 8e                 |  | 16e          |  | 108e (UWT)        |
| 2012 |                 |                      |                  |                    |  |              |  |                   |